# 213
Évszázadok: 2. század – 3. század – 4. század
Évtizedek: 160-as évek – 170-es évek – 180-as évek – 190-es évek – 200-as évek – 210-es évek – 220-as évek – 230-as évek – 240-es évek – 250-es évek – 260-as évek
Évek: 208 – 209 – 210 – 211 –  212 – 213 – 214 – 215 – 216 – 217 – 218

## Események

### Római Birodalom
- Caracalla császárt és Decimus Caelius Calvinus Balbinust választják consulnak.
- Caracalla császár a Raetiába betörő alemannok (akiket ebből az alkalomból említik először) és chattusok ellen vonul. Visszaveri a germánok támadását és megerősíti Raetia és Germania Superior határait. A birodalom adminisztratív ügyeinek intézését anyjára, Iulia Domnára hagyja.

### Pártus Birodalom
- IV. Artabanosz fellázad bátyja, VI. Vologaészész uralma ellen.

### Kína
- Cao Cao az ellenőrzése alatt tartott Hszien bábcsászártól megkapja a Vej hercege címet, valamint a csak nagyon kivételes alkalmakkor adományozott kilenc kitüntetést.
- Cao Cao megtámadja Szun Csüant, de a zsuhszüi csatában visszaverik.

## Születések
- Csodatevő Szent Gergely, keresztény püspök

## Fordítás
- Ez a szócikk részben vagy egészben  a(z)   213 című angol Wikipédia-szócikk ezen változatának fordításán alapul.  Az eredeti cikk szerkesztőit annak laptörténete sorolja fel. Ez a jelzés csupán a megfogalmazás eredetét és a szerzői jogokat jelzi, nem szolgál a cikkben szereplő információk forrásmegjelöléseként.